# Утакмице фудбалске репрезентације Мађарске 1953.
Фудбалска репрезентација Мађарске је током 1953. године одиграла осам састанака. Утакмица против Италије у мају била је финале Европског купа почетог 1948. године и уједно и отварања Олимпијског стадиона у Риму, након 28 година успели су да савладају италијански тим на њиховом терену. Дана 4. октобра репрезентација је имала два меча, 5 : 1 против Чехословачке и 1 : 1 против Бугарске. Утакмице су играле пректично две репрезентације Мађарске, А репрезентација која се налазила на турнеји је играла У Чехословачкј а Б репрезентација је играла утакмицу у Бигарској. Репрезентација је први пут играла 15. новембра на Непстадиону против Шведске, реми 2 : 2 је био главни тест за сусрет против Енглеске десет дана касније.
Уследио је како су је мађари назвали утакмица века. На стадиону Вембли се окупило 105.000 гледалаца да виде олимпијског шампиона и освајача Европског купа, репрезентацију Мађарске. Нису били разочарани, репрезентација Мађарске је приказала одличну игру. Хидегкути је постигао гол у првом минуту, Сјуел је погодио у 14. минуту, Хидегкути је поново погодио у 22. минуту. Легендарни гол Пушкаша стигао је после три минута, Мерик је преварио голмана и шутирао у мрежу. На паузу су две екипе отишле са вођством Мађарске од 4 : 2. У петом минуту другог полувремена Божик и, само три минута касније, Хидегкути повећали су укупан број голова Мађара. Ремзи је из једанаестерца донекле ублажио пораз домаћина. Репрезентација Енглеске доживела је први пораз код куће од неке континенталне репрезентације.
Савезни селектор националног тима у овом периоду је био:
- Густав Шебеш

## Утакмице
| Мађарска  | 1 : 1 (1 : 1) | Аустрија    |
| --------- | ------------- | ----------- |
| Цибор 45’ | Извештај      | Хинесер 16’ |

| Италија | 0 : 3 (0 : 1) | Мађарска                       |
| ------- | ------------- | ------------------------------ |
|         | Извештај      | Хидегкути 40’ · Пушкаш 63’ 70’ |

| Шведска                   | 2 : 4 (1 : 1) | Мађарска                                              |
| ------------------------- | ------------- | ----------------------------------------------------- |
| Сандберг 39’ · Сандел 71’ | Извештај      | Пушкаш 19’ · Будаи II 53’ · Кочиш 76’ · Хидегкути 78’ |

| [[Фудбалска репрезентација Чехословачке {{{altlink2}}}\|Чехословачка]] | 1 : 5 (1 : 4) | Мађарска                                              |
| ---------------------------------------------------------------------- | ------------- | ----------------------------------------------------- |
| Кацани 40’                                                             | Извештај      | Чордаш 18’ 42’ · Хидегкути 20’ · Тот 24’ · Пушкаш 71’ |

| Бугарска  | 1 : 1 (0 : 1) | Мађарска   |
| --------- | ------------- | ---------- |
| Колев 74’ | Извештај      | Силађи 29’ |

| Аустрија               | 2 : 3 (0 : 0) | Мађарска                       |
| ---------------------- | ------------- | ------------------------------ |
| Хапел 55’ · Вагнер 86’ | Извештај      | Чордаш 57’ · Хидегкути 65’ 74’ |

| Мађарска                | 2 : 2 (0 : 0) | Шведска                  |
| ----------------------- | ------------- | ------------------------ |
| Палоташ 74’ · Цибор 78’ | Извештај      | Калгрен 60’ · Хамрин 87’ |

| Енглеска                                    | 3 : 6 (2 : 4) | Мађарска                                          |
| ------------------------------------------- | ------------- | ------------------------------------------------- |
| Сувел 14’ · Мартенсен 38’ · Ремзи 57’ (пен) | Извештај      | Хидегкути 1’ 22’ 53’ · Пушкаш 25’ 29’ · Божик 50’ |

## Голгетери у 1953.
| Домаћин · 1953 | Гост · 1953 |

| - Золтан Цибор - Нандор Хидегкути - Ференц Пушкаш - Ласло Будаи - Шандор Кочиш - Јожеф Божик |

## Извори и спољашње везе
- Dénes Tamás-Rochy Zoltán. A 700. után. Rochy és Társa. ISBN 963-04-7169-8.
- Rejtő, László; Lukács, László ; Szepesi, György (1977). Felejthetetlen 90 percek: A magyar labdarúgó-válogatott 477 mérkőzése [Незаборавних 90 минута]. Budapest: Sportkiadó. ISBN 963-253-501-4.
- Béla, Nagy (1981). Futballkrónika 1901–1959. Sportpropaganda. ISBN 963-754-241-8.
- Све утакмице репрезентације Мађарске
- Репрезентација Мађарске на фудбалској бази података